# Mário Bernardino Ramos
Mário Bernardino Ramos foi um tabelião, empresário, jornalista e político brasileiro
.
Era filho de Nenê Paim e do advogado e jornalista Alexandre Ramos. Seus pais se mudaram para Caxias do Sul quando Mário tinha dois anos. Trabalhou primeiro como sócio do escritório de contabilidade, publicidade e assessoria jurídica Caxias Bureau, junto com seu pai mais Jimmy Rodrigues, Elito e Dawson Hoewell, sendo registrado na imprensa a partir de 1946. Foi o primeiro titular do Terceiro Tabelionato de Notas de Caxias do Sul, criado em 1959, aposentando-se nesta função, mas interessava-se pela política desde jovem, sendo um dos fundadores da Ala Moça da União Democrática Nacional. Foi eleito suplente de vereador em 1955, assumiu a titularidade em 1957, e em 1973 foi eleito prefeito, representando a ARENA. Como prefeito promoveu a primeira edição dos Jogos Intermunicipais do Rio Grande do Sul, e é mais lembrado pela construção do parque de exposições da Festa da Uva, celebração da qual já havia sido secretário em 1949-1950 e vice-presidente em 1968-1969. Renunciou ao mandato de prefeito em 1975 para ocupar a pasta estadual do Turismo no governo de Sinval Guazzelli, enfatizando ações no campo da cultura e da infraestrutura. Depois foi diretor da Embratur.
Também muito cedo passou a atuar na imprensa, iniciando sua carreira como locutor da Rádio Guacira, quando a emissora ainda era apenas um serviço de alto-falantes instalado na Praça Dante Alighieri. No tempo da censura, segundo o testemunho de Nestor Gollo, a rádio retransmitia conteúdo do Repórter Esso, mas reelaborava o material: "Era preciso anotar, resumir e desenvolver em cima daquelas notícias. Um grande figura da Rádio Guacira, depois prefeito da cidade, foi Mário Ramos. Da pequena notícia, ele fazia um texto mental de dois minutos, tinha um bom português, bem conduzido. [...] O que estava impresso no jornal já havia passado pela censura em Porto Alegre. Aí brilhava o Mário: no veneno das entrelinhas". Foi também redator de O Momento, jornal que era dirigido por seu pai, locutor da Rádio Caxias e da Rádio Gaúcha, diretor da Rádio Difusora, cronista esportivo do jornal Diário do Nordeste, presidente do Esporte Clube Juventude, presidente do Rotary Club Cinquentenário e membro da Diretoria da Governadoria do Distrito 467, e um dos fundadores da Companhia de Desenvolvimento de Caxias do Sul, responsável pela coleta do lixo urbano. Foi homenageado em 1976 com o título de Cidadão Caxiense, e depois de falecer em 2002 o parque que construiu para a Festa da Uva foi batizado com seu nome. Foi casado com Lilá Duarte, tendo com ela os filhos César Augusto, Paulo Fernando , Lúcia Helena,e Márcia .